# ヴォルガ・ドニエプル航空
ヴォルガ・ドニエプル航空（ヴォルガ・ドニエプルこうくう,ロシア語: Волга-Днепр,英語: Volga-Dnepr Airlines）は、ロシアのウリヤノフスクを本拠地として、旅客・貨物輸送の定期便・チャーター便を運航する航空会社。中でも、量産された輸送機としては世界最大の規模を誇るアントノフ An-124を使用した特大貨物輸送はよく知られている。

## 概要
1990年8月にアントノフ設計局（当時）・アヴィアスタル-TU・モトール・シーチの3社による合資会社として設立され、1991年10月に運航を開始した。ロシアでは初めて、その前身にアエロフロート・ロシア航空が関わらない貨物航空会社である。イギリスのヘビーリフトとマーケティング協定を結び、国際貨物航空輸送に参入した。
同社は11企業から構成される企業グループのうちの1社である。グループ企業の中に、シャノン空港（アイルランド）・シャールジャ国際空港（アラブ首長国連邦）における航空機整備会社を有する。2004年には、定期貨物航空輸送を行なう子会社としてエアブリッジ・カーゴを設立している。
日本にも頻繁にチャーター便として中部国際空港や関西国際空港に飛来している。2011年に発生した東日本大震災に際しては、マイアミ大学から無償で提供された医療バスの輸送を無償で請け負った。仙台空港が津波による被害から復旧したあと初となる国際民間機としてAn-124を用いて輸送した。
2020年11月13日、An-124-100、機体記号「RA-82042」がノボシビルスクのトルマチェヴォ空港に緊急着陸する事故が発生、その影響でAn-124全機が一時運航停止した。12月29日より運航を再開。
2022年、ロシアのウクライナ侵攻により欧米各国がロシア国籍機の領空飛行禁止という経済制裁を科したことで同社の収益の元となる国際大型貨物輸送業務に支障が出るとみられていたが、アントノフ製造唯一の最大輸送機Anｰ225が同侵攻により焼失したこともあり、同社が最多機数運用しているAnｰ124が重宝される状況になったため、米ボーイングなどは旅客機製造部品輸送で同社利用しなければならない状況もあり米国内運航に制裁特例申請を出し、欧州内では領空閉鎖以降飛行が実施されたりしている。

## 事業内容

### 貨物輸送

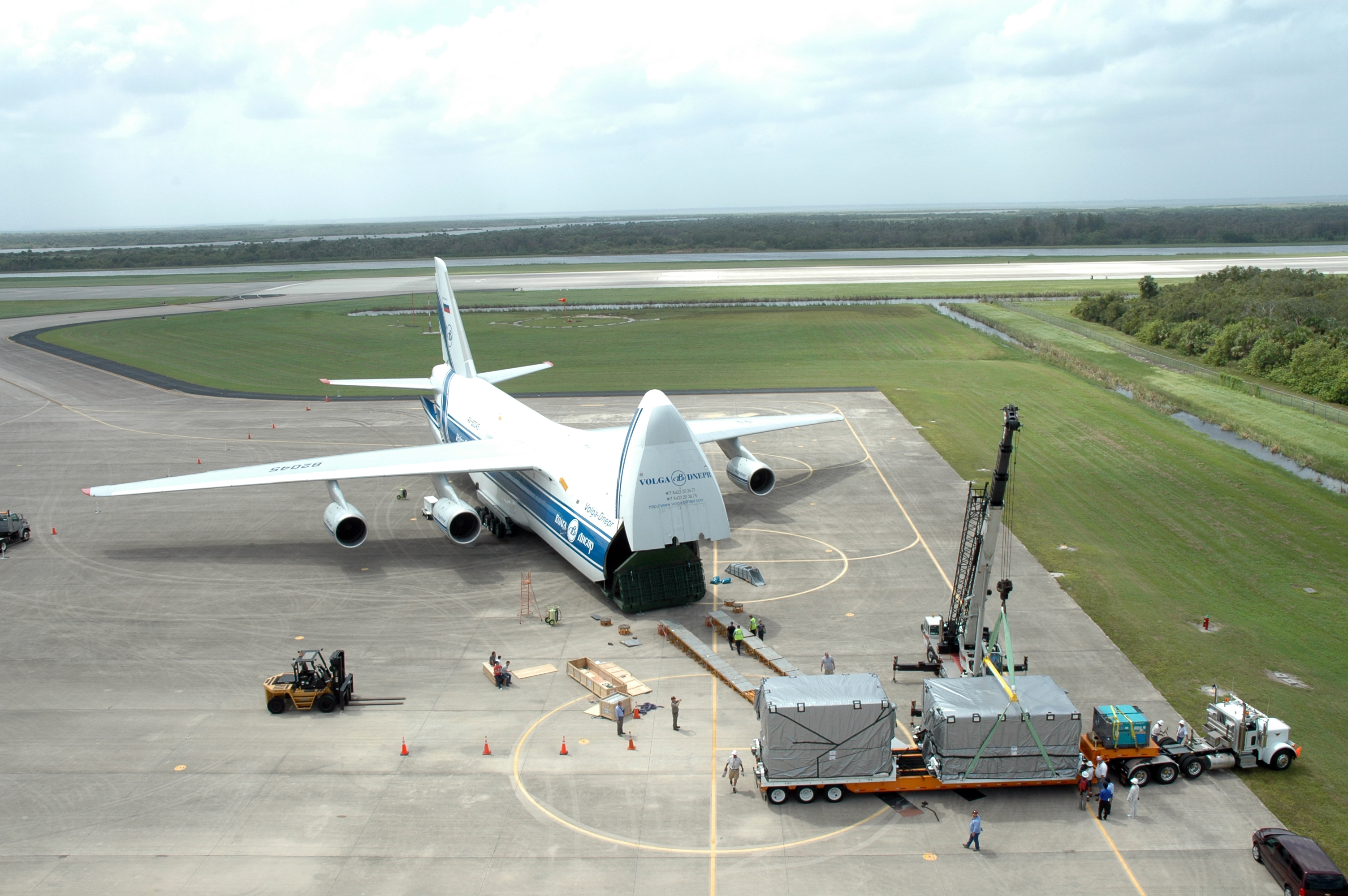
「きぼう」積み降ろしの様子

重量貨物の輸送が基幹事業となっている。

#### チャーター例
- マイケル・ジャクソンやマドンナのツアーに使用される舞台装置の輸送[5]
- 自衛隊イラク派遣物資の輸送
- 広島電鉄5000形電車（グリーンムーバー）の輸送 - フランクフルト・ハーン空港から広島空港。第1編成のみ。
- ボージョレ・ヌーヴォーの輸送
- 国際宇宙ステーションに取り付けるJAXAの実験棟「きぼう」の輸送 - 成田国際空港からケネディ宇宙センター。
- ボーイング787の主要部品の輸送 - 中部国際空港からエバレットまで。

### 旅客輸送

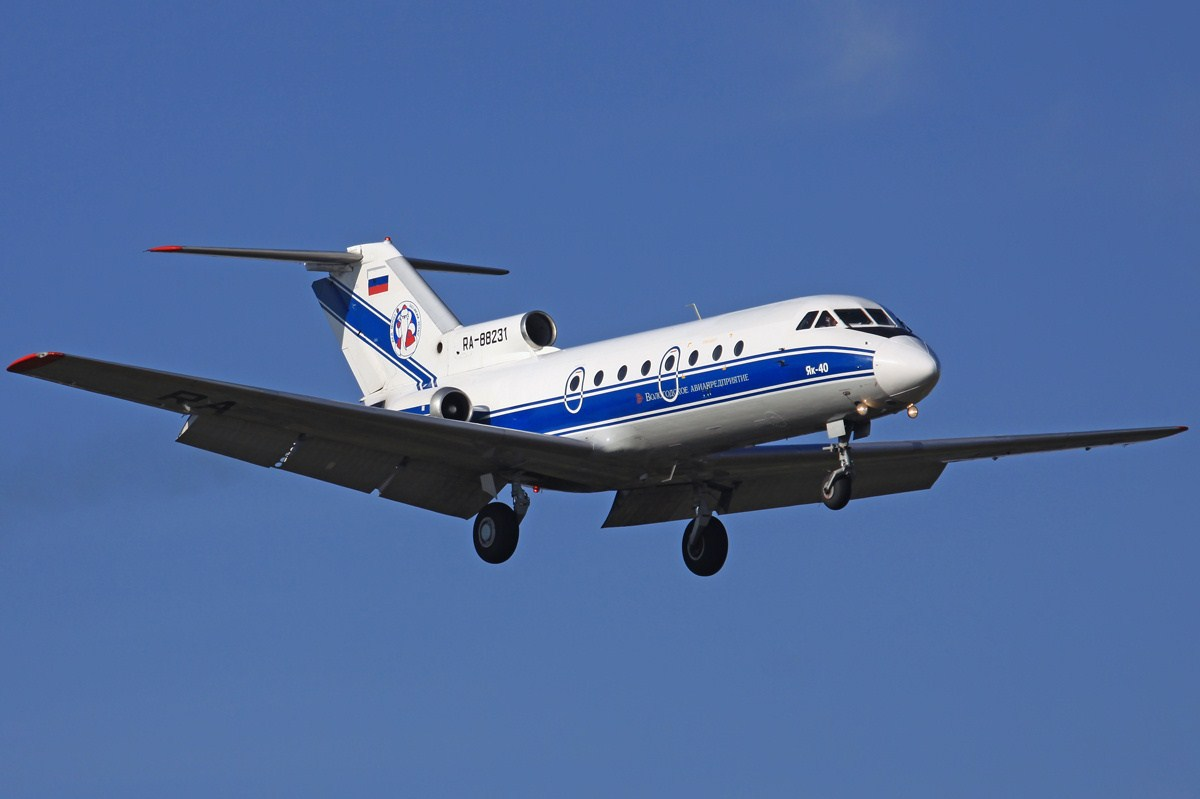
ヴォルガ・ドニエプル航空のYaK-40

1996年9月にはYaK-40を運用してモスクワとヴォルガ川流域の数都市との間の小規模な旅客輸送も開始した。
- ウリヤノフスク
- ペンザ
- ニジニ・ノヴゴロド

## 保有機材
2020年現在
- アントノフ An-124 12機
- イリューシン Il-76TD 5機
- B747-8F 6機 (残り4機導入予定、運用は系列エアブリッジ・カーゴ) [8]